# Leo Airport
Leo Airport är en flygplats i Burkina Faso. Den ligger i den centrala delen av landet, 150 km söder om huvudstaden Ouagadougou. Leo Airport ligger 349 meter över havet.
Terrängen runt Leo Airport är platt. Närmaste större samhälle är Léo, 0,71 km väster om Leo Airport.
Omgivningarna runt Leo Airport är en mosaik av jordbruksmark och naturlig växtlighet. Runt Leo Airport är det ganska glesbefolkat, med 48 invånare per kvadratkilometer.